# Villeneuve-la-Guyard
Villeneuve-la-Guyard település Franciaországban, Yonne megyében. Lakosainak száma 3470 fő (2022. január 1.). Villeneuve-la-Guyard Barbey, La Brosse-Montceaux, Diant, Misy-sur-Yonne, Saint-Agnan és Villeblevin községekkel határos.

## Népesség
A település népessége az elmúlt években az alábbi módon változott:
| Lakosok száma | 3366 | 3423 | 3506 | 3465 | 3493 | 3515 | 3458 | 3464 | 3470 |
|               | 2013 | 2015 | 2016 | 2017 | 2018 | 2019 | 2020 | 2021 | 2022 |